# Desapareguts del franquisme
Els desapareguts del franquisme són un col·lectiu de diverses desenes de milers de víctimes de la Guerra Civil Espanyola i de la posterior dictadura franquista respecte de les quals encara es continua desconeixent el seu parador.

## Introducció
Complerts ja 30 anys des de la ratificació del Conveni Europeu de Drets Humans, el 1979, per part del regne d'Espanya, encara es continua sense conèixer el parador de diverses desenes de milers de víctimes de la Guerra Civil Espanyola i de la posterior Dictadura.
Aquest conveni estableix l'obligació d'emprendre una "investigació oficial efectiva i independent" en tots els casos de desaparició dels quals es tingui notícia. Amb almenys 143.353 desapareguts en fosses individuats en la recent investigació de l'Audiència Nacional - encara no comptabilitzats els nens perduts ni els desapareguts en combat - Espanya és el segon país del món en xifres absolutes de desapareguts, tan sols superades tals xifres pel règim de Pol Pot a Cambodja. Només a Andalusia, amb la tràgica xifra de 54.000 desapareguts en fosses, existeixen més desapareguts que sumant els coneguts crims de desaparició forçada de persones perpetrats a Xile, Argentina, Perú i Guatemala. Abans d'aquesta investigació judicial duta a terme per Baltasar Garzón des de l'Audiència Nacional d'Espanya, i en absència de tota investigació prèvia per part de l'Estat, s'estimava erròniament que les xifres de desapareguts del franquisme no superaven els 30.000, xifres en tot cas equivalents als crims de l'Argentina, des de tesis revisionistes i negacionistes es tractava de disminuir la xifra o àdhuc negar-la.

## Context històric
Després de l'alçament militar del 17 a 18 de juliol de 1936 contra el Govern de la Segona República Espanyola va donar inici a la qual seria coneguda com a guerra civil espanyola, que es donaria per oficialment conclosa el primer d'abril de 1939. Durant aquesta guerra civil i la posterior dictadura instaurada pels vencedors, Franco i els seus generals durien a terme una persecució sistemàtica dels defensors de la República espanyola que inclouria, entre altres formes de repressió susceptibles de ser qualificades com a crims contra la humanitat, diferents formes de desaparició de persones. Després del restabliment de la democràcia a Espanya i la reinstauració de la monarquia parlamentària la majoria d'aquests desapareguts de la dictadura continuen sent-ho.
No es pot menystenir el context de l'època, com ara el desig de regeneració social que hi ha a tot occident. De fet, des del s. XIX A França i la Gran Bretanya es teoritza que la societat degenera a causa de la degeneració racial, causant conflictes contra l'statu quo, com ara l'ascens del comunisme. Es teoritza que si els individus són sans i patriotes, i assumeixen el seu lloc dins la piràmide social, la societat i en conseqüència la nació assoleix un lideratge, i es propugna l'eugenèsia per a netejar la propia raça, i el racisme per a evitar-ne la barreja amb "races inferiors". A Espanya, en barrejar-se aquesta teorització amb el regeneracionisme autòctom, causà que les elits polítiques i socials que patrimonialitzen Espanya, i que encar no digerien la pèrdua colonial, veissin en la República i la minsa autonomia catalana una amenaça al seu poder, riquesa i privilegis.

## Tipologia dels desapareguts
Han de ser distingides, a més, almenys tres concretes tipologies de situacions de desaparició associades al franquisme i al posterior incompliment sostingut de la legislació internacional a Espanya: dos d'elles en l'àmbit del crim de desaparició forçada però una tercera, habitualment oblidada en abordar el tema dels desapareguts, situada ja en l'àmbit de la Convenció de Ginebra: les dues primeres són la desaparició forçada seguida d'execució extrajudicial (cas de les fosses de Franco)
) i la desaparició forçada infantil seguida de robatori d'identitat (cas dels nens perduts del franquisme) - aquesta última considerada pel dret internacional com una modalitat agreujada de la primera i contrària als deures d'humanitat més elementals des de la seva formulació en la coneguda com a Clàusula Martens de la Convenció de la Haia de 1898, subscrita per Espanya el 1900 - quant a les formes de desaparició forçada. La situació de desaparició derivada de l'incompliment de les obligacions del dret de Ginebra respecte al deure identificar i tractar amb decoro de les restes mortals dels desapareguts en combat, informant així mateix a les respectives famílies.
La primera, anterior fins i tot a l'experiència de les desaparicions forçades del nazisme a l'est d'Europa amb el Decret nit i boira de 1941, ha de ser entesa per tant en el context de les tècniques de terror prèviament empleades - i apreses - per l'exèrcit espanyol en les guerres colonials d'Àfrica, i deixa en dubte l'origen últim del crim de desaparició forçada habitualment referit a l'al·ludit decret nazi. Dins d'aquesta primera tipologia cal incloure casos com els de Federico García Lorca, si bé la gran majoria dels mateixos continuen sent desconeguts.
La segona tipologia de desaparició forçada, el conegut com a cas dels nens perduts del franquisme sí que resulta més netament referenciable al context europeu eugenèsic-racial de l'Alemanya Nazi, si bé cal destacar com en altres contextos continentals existeixen també referències de desaparició forçada infantil, com és molt particularment el cas de les generacions robades (stolen generations), o robatori de nens aborígens: el cas dels nens perduts d'Austràlia.
En tots dos sentits, la desaparició forçada de persones sistemàticament practicada des de l'Estat com el va ser en el cas espanyol constitueix un crim contra la humanitat de caràcter pluriofensiu cap a diversos drets fonamentals dels desapareguts però també dels seus familiars. De fet la violació dels drets humans dels familiars dels desapareguts continua sent un dels aspectes menys coneguts i estudiats en termes jurídics i socials.
La tercera tipologia, resulta especialment present en relació als escenaris de les grans batalles, com van ser la batalla de l'Ebre i unes altres, on les restes mortals dels defensors de la República a vegades ni tan sols estan soterrats en fosses clandestines sinó fins i tot disseminats pel terreny i visibles a simple vista.

## Violació dels drets humans addicional als familiars dels desapareguts
A més, la prolongació indefinida de la situació de desaparició en absència del degut compliment dels deures restitutius de l'Estat implica una paral·lela violació dels drets humans dels propis familiars dels desapareguts igualment victimitzats per la desaparició i a l'espera del seu desenllaç entre el sofriment i la incertesa, sent un dels aspectes menys coneguts i estudiats en termes jurídics i socials, amb l'excepció d'un grapat de casos. com el de les foses de Srebrenica, on s'ha arribat a parlar del patiment d'una síndrome postraumàtica anomenada "sindrome Srebrenica".

## Xifres de desapareguts del franquisme
Segons les dades aportades en l'acte de l'Audiència Nacional de 16 d'octubre de 2008,
i en absència de tota investigació oficial efectiva i independent de totes les fosses localitzades fins al moment per part de l'Estat, cal assenyalar les següents dades de desapareguts en fosses comunes:
| Andalusia                      | 32.289  | Almeria 373, Cadis 1.665, Còrdova 7.091, Granada 5.048, Huelva 3.805, Jaén 3.253, Màlaga 7.797, Sevilla 3.257              |
| Aragó                          | 10.178  | Osca 2.061, Terol 1.338, Saragossa 6.779                                                                                   |
| Astúries                       | 1.246   | Gijón 1.246 |
| Illes Balears                  | 1.777   | Mallorca 1.486, Menorca 106, Eivissa i Formentera 185                                                                      |
| País Basc                      | 9.459   | Àlaba 100, Guipúscoa 340, Biscaia 369, dades del Govern Basc 8650                                                          |
| Canàries                       | 262     | Gran Canària 200, Tenerife 62                                                                                              |
| Cantàbria                      | 850     | |
| Castella - la Manxa            | 7.067   | Albacete 1.026, Ciudad Real 1.694, Conca 377, Toledo 3970                                                                  |
| Castella i Lleó                | 12.979  | Àvila 650, Burgos 4.800, Lleó 1.250, Palència 1.180, Salamanca 650, Segòvia 370, Sòria 287, Valladolid 2.555, Zamora 1.237 |
| Catalunya                      | 2.400   | |
| Ceuta, Melilla i Nord d'Àfrica | 464     | |
| Extremadura                    | 10.266  | |
| Galícia                        | 4.396   | |
| Madrid                         | 2.995   | |
| Múrcia                         | 855     | |
| Navarra                        | 3.431   | |
| La Rioja                       | 2.007   | |
| País Valencià                  | 4.345   | Alacant 742, Castelló 1.303, València 2.300                                                                                |
| Altres territoris              | 7.000   | |
| Total                          | 114.266 | |

El nombre total final va ser corregit i ampliat en el transcurs de les actuacions, arribant a un total de 143.353.